# Dietrich Stauffacher
Dietrich Stauffacher (* 26. Juni 1907 in Matt; † 11. August 1979 in Glarus) war ein Politiker des Schweizer Kantons Glarus.

## Lebenslauf
Der Sohn eines Kleinbauern aus Matt absolvierte die Handelsschule und eine Banklehre, war 1944–56 Verrechnungssteuerbeamter und dann selbständiger Treuhänder. Als Regierungsrat erarbeitete er das kantonale Schulgesetz von 1970.

## Politische Laufbahn
- 1952–64 Gemeindepräsident von Glarus
- 1950–56 im Landrat
- 1955/56 Landratsvizepräsident
- 1956–70 Regierungsrat (1956–64 Polizei-, 1964/65 Innen- und 1965–70 Erziehungsdirektor)
- 1958–65 Präsident der kantonalen Demokratischen- und Arbeiterpartei (ging später in der SVP auf)
- 1962–71 Präsident der Demokratischen Partei der Schweiz